# Галерија грбова Украјине
Галерија грбова Украјине, садржи актуелни грб Украјине, њене историјске грбове, те грбове њених 24 области, једне аутономне републике и 2 посебна града.

## Актуелни и грб Украјине
- Грб
 Украјине
- Друга верзија грба
 Украјине 
 (раније кориштен)

## Историјски грбови Украјине
- Печат
 Свјатослава I Кијевског
- Печат
 Владимира I Великог
- Печат
 Јарослава Мудрог
- Грб
 Запорошких козака
- Грб
 Украјинске државе 
 (1918)
- Грб
 Украјинске ССР 
 (1919-1929)
- Грб
 Украјинске ССР 
 (1937-1949)
- Грб
 Украјинске ССР 
 (1949-1992)

## Области Украјине
- Грб 
 Виничке области
- Грб 
 Волињске области
- Грб 
 Дњипропетровске области
- Грб 
 Доњецке области
- Грб 
 Житомирске области
- Грб 
 Закарпатске области
- Грб 
 Запорошке области
- Грб 
 Ивано-Франкивске области
- Грб 
 Кијевске области
- Грб 
 Кировоградске области
- Грб 
 Лавовске области
- Грб 
 Луганске области
- Грб 
 Миколајивске области
- Грб 
 Одеске области
- Грб 
 Полтавске области
- Грб 
 Ривањске области
- Грб 
 Сумске области
- Грб 
 Тернопољске области
- Грб 
 Харковске области
- Грб 
 Херсонске области
- Грб 
 Хмељничке области
- Грб 
 Черкашке области
- Грб 
 Чернивачке области
- Грб 
 Черниговске области

## Аутономна Република
- Грб 
 Аутономне Републике Крим

## Посебни градови
- Грб града 
 Кијева
- Грб града 
 Севастопоља